# The Carpetbaggers
The Carpetbaggers (br/pt: Os Insaciáveis) é um filme estadunidense, de 1964, dos gêneros drama e romance, dirigido por Edward Dmytryk, roteirizado por John Michael Hayes, baseado no livro de Harold Robbins, música de Elmer Bernstein.

## Sinopse
Jovem playboy, herda empresa aérea, e tiranicamente segue para Hollywood em sua busca de poder.

## Elenco
- George Peppard ....... Jonas Cord
- Alan Ladd ....... Nevada Smith
- Carroll Baker ....... Rina Marlowe Cord
- Robert Cummings ....... Dan Pierce (como Bob Cummings)
- Martha Hyer ....... Jennie Denton
- Elizabeth Ashley ....... Monica Winthrop
- Lew Ayres ....... 'Mac' McAllister
- Martin Balsam ....... Bernard B. Norman
- Ralph Taeger ....... Buzz Dalton
- Archie Moore ....... Jedediah
- Leif Erickson ....... Jonas Cord Sr.
- Arthur Franz ....... Morrissey
- Tom Tully ....... Amos Winthrop
- Audrey Totter ....... Prostitute
- Anthony Warde ....... Moroni